# NGC 5425
NGC 5425 é uma galáxia espiral (Scd) localizada na direcção da constelação de Ursa Major. Possui uma declinação de +48° 26' 35" e uma ascensão recta de 14 horas, 00 minutos e 47,9 segundos.
A galáxia NGC 5425 foi descoberta em 16 de Junho de 1884 por Lewis A. Swift.